# Живые но мёртвые
«Живые но мёртвые» — третий студийный альбом группы «The Matrixx»; выпущен 1 октября 2013 года. 30 сентября 2013 альбом был выпущен в iTunes.

## Об альбоме
Название альбома «Живые но Мёртвые», по словам Глеба Самойлова, это отсылка к роману Константина Симонова «Живые и мёртвые». Альбом вышел в двух вариантах: в обычном издании CD двенадцать композиций, в лимитированном — пятнадцать, существует также неофициальный релиз с двадцатью двумя песнями. Работа над диском велась на студиях «10Rec» и «Параметрика», сведение делал Брайан Гарднер.
«Живые но Мёртвые» стал первым альбомом The Matrixx без имени Глеба Самойлова на обложке. Критики часто противопоставляли его альбомам «Прекрасное жестоко» и «Треш» — выпуском третьего альбома был открыт новый период в творчестве группы. «Это новые песни, с каким-то новым настроением. Это уже другая, третья „Матрица“», — сказал Глеб на презентации в Санкт-Петербурге.
Помимо новых песен, для альбома была переписана «Всегда» с неизданного сольного альбома Глеба Самойлова «Сви100пляска» и две песни, написанных для альбома группы «Агата Кристи» «Эпилог», но в него не вошедших: «Психоделическое диско» (была написана в 2007 году) и «Романтика» (премьера песни состоялась в 2008 году в клубе «Орландина»). Помимо музыкантов The Matrixx в записи принял участие хор поклонников группы. Запись хора из нескольких сот человек сделана 4 августа 2013 года в клубе «Б2», на традиционном концерте группы The Matrixx, посвящённом дню рождения Глеба Самойлова.
Презентация альбома состоялась 18 октября в клубе «Зал Ожидания».

Я про жизнь не очень люблю рассказывать, я про неё пою. «Живые но Мёртвые» — это мои ощущения от нашей страны за последний год, от того, что происходит.— Глеб Самойлов для журнала «Trill», 22 октября 2013 года

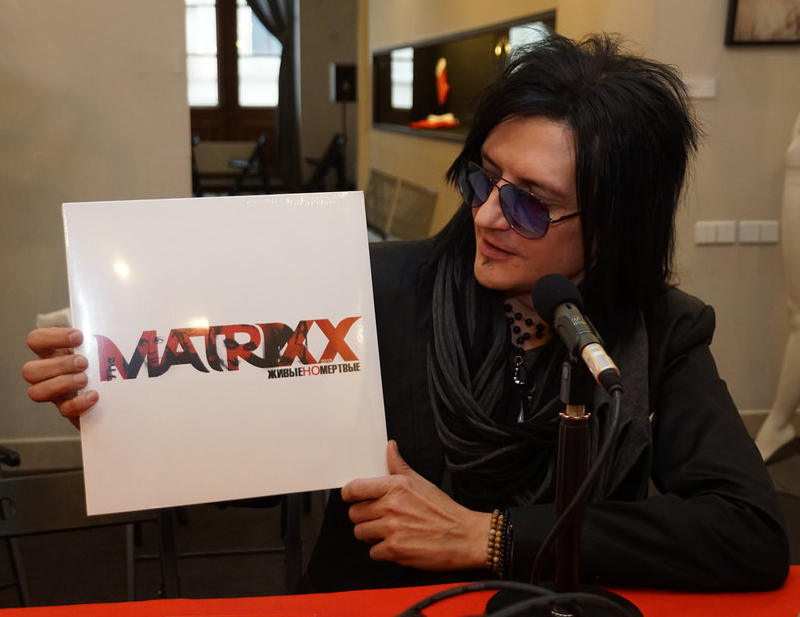
Директор и барабанщик The Matrixx Дмитрий Snake Хакимов c диском «Живые но мёртвые»

Критики отмечали сложность для восприятия, эклектичность и в то же время — зрелость, социальную ориентированность и очень высокое качество мастеринга альбома. Называли альбом и «мрачным и безысходным» в числе прочего. Кроме того, многие противопоставляли его двум первым альбомам группы.
В 2014 году компания «Soyuz Music» издала альбом ограниченным тиражом на виниле.

## Список композиций
| Трек | Название                     | Длительность |
| ---- | ---------------------------- | ------------ |
| 1    | 0:0                          | 1:22         |
| 2    | Меня зовут                   | 3:09         |
| 3    | Доброе утро, товарищ мертвец | 4:22         |
| 4    | Москва-река                  | 3:32         |
| 5    | Новогоднее обращение         | 4:36         |
| 6    | Романтика                    | 4:29         |
| 7    | Грех                         | 5:07         |
| 8    | Минус один                   | 3:58         |
| 9    | Без головы                   | 2:39         |
| 10   | Живые и мёртвые              | 4:06         |
| 11   | Космический десант           | 3:35         |
| 12   | 1:1                          | 2:54         |
|      |                              |              |

### Бонус-треки эксклюзивного издания
| Трек | Название              | Длительность |
| ---- | --------------------- | ------------ |
| 13   | Bonus track           | 0:12         |
| 14   | Всегда                | 3:22         |
| 15   | Психоделическое диско | 1:58         |

## Состав
- Глеб Самойлов — вокал, клавишные, гитара;
- Валерий Аркадин — гитара, акустическая соло-гитара;
- Константин Бекрев — клавишные, программирование, бас-гитара, вокал;
- Дмитрий «Snake» Хакимов — ударные.

## Технический персонал
- Записано на студии «Studio10rec».
- Звукорежиссёр Антон Семёнов, кроме треков 3 и 8 (гитара и вокал записаны на студии «Параметрика», звукорежиссёр Денис Юровский).
- В записи треков 7 и 11 принимал участие сводный хор фанатов под управлением Евгения Левковича. Записано 4 августа 2013 года в клубе Б2.
- Сведено на студии «Параметрика», звукорежиссёр Денис Юровский, кроме треков 4, 6, 14 и 15 (сведено на студии spul records, звукорежиссёр Сергей Шпуль).
- Мастеринг — Брайан Гарднер[англ.], Bernie Grundman Mastering.
- Фото — Yana Potter.
- Дизайн — «студия..другие..»

## Дополнительная информация
- Песня «Космический десант» стала саундтреком к полнометражному фильму «Школьный стрелок»[20], к ней был снят видеоклип с кадрами из фильма[21].
- 1 июля 2013 года группа объявила конкурс на создание видеоклипа к песне «Романтика». Победителем стал Сергей Люлин. Видеоклип был доработан в Америке и добавлен в официальную видеографию группы.
- Песню «Живые и мёртвые» Глеб написал в самый последний момент, когда альбом был уже закончен.
- Песня «Новогоднее обращение» была представлена 20 января 2013 года в московском клубе «Б2» на концерте в честь дня рождения Дмитрия «Snake» Хакимова.
- Виниловое издание альбома должно было выйти одновременно с остальными изданиями, но было выпущено только в августе 2014 года.
- Песни «Москва-река» и «Грех» были перезаписаны в акустических аранжировках с участием перкуссии, струнных и духовых инструментов для акустического альбома «Light».